# Mellito
Mellito  è un nome proprio di persona italiano maschile.

## Varianti
- Maschili: Melito[1][2][3], Melitone[2]
  - Alterati: Melitino[2]
- Femminili: Melita, Mellita[2], Melitona[2]
  - Alterati: Melitina[1][2]

### Varianti in altre lingue
- Francese: Méliton
- Georgiano: მელიტონ (Melit'on)[4]
- Greco antico: Μελίτων (Melítōn)[3][4], Melitâs[3]
- Latino: Mellitus[1]
- Russo: Мелитон (Meliton)
- Spagnolo: Melitón

## Origine e diffusione
Il nome e le sue varianti risalgono ad una gamma di nomi greci basati sul termine μέλι (mèli, "miele"), oppure sul termine correlato μέλισσα (mélissa, "ape"). Dalle stesse radici derivano anche i nomi Melissa, Melita e Pamela.
Tutte le forme godono di scarsa diffusione in Italia; sono accentrate al Nord, specie a Trieste, principalmente per via del culto locale di san Melita o Melitone, egumeno del monastero Mar Saba.

## Onomastico
L'onomastico può essere festeggiato in memoria di più santi, alle date seguenti:
- 1º aprile, san Melitone, vescovo di Sardi[5][6]
- 24 aprile, san Mellito, arcivescovo di Canterbury[7][8]
- 15 settembre, santa Melitina, vergine e martire a Marcianopoli sotto Antonino Pio[9]
- 4 dicembre, san Melito o Melezio, vescovo nel Ponto nel III secolo[10]

## Persone
- Mellito, arcivescovo di Canterbury

### Varianti
- Melitone, arcivescovo di Sardi
- Melitón Hernández, calciatore messicano
- Meliton Kantaria, militare sovietico
- Melitón Manzanas, poliziotto spagnolo
- Melitón Santos, cestista filippino